# Spudaea
Spudaea is een geslacht van vlinders van de familie uilen (Noctuidae), uit de onderfamilie Cuculliinae.

## Soorten
- S. eucrinita Turati, 1933
- S. ruticilla Esper, 1791